# Béatrice Abgrall
Béatrice Abgrall (* 10. Mai 1961 in Saint-Brieuc) ist eine französische Tischtennisspielerin. Sie wurde 1984 französische Meisterin im Einzel, 1985 und 1986 belegte sie Platz drei.
Abgrall wurde 1984 und 1986 für Europameisterschaften sowie 1985  und 1987 für Weltmeisterschaften nominiert. Bei der EM 1984 erreichte sie im Doppel mit Ivana Masarikova (CSSR) das Viertelfinale.
Abgrall ist seit 1988 verheiratet mit Christian Palierne, dem heutigen Geschäftsführer des Französischen Tischtennisverbandes FFTT, und hat mit diesem zwei Kinder (* 1990, * 1993).

## Turnierergebnisse
| Verband | Turnier             | Jahr | Ort       | Land | Einzel     | Doppel        | Mixed      | Team |
| ------- | ------------------- | ---- | --------- | ---- | ---------- | ------------- | ---------- | ---- |
| FRA     | Europameisterschaft | 1986 | Prag      | TCH  | letzte 16  |               |            |      |
| FRA     | Europameisterschaft | 1984 | Moskau    | URS  |            | Viertelfinale |            |      |
| FRA     | Weltmeisterschaft   | 1987 | New Delhi | IND  | letzte 128 | letzte 64     | letzte 128 | 16   |
| FRA     | Weltmeisterschaft   | 1985 | Göteborg  | SWE  | Qual       | Qual          | Qual       | 10   |